# Ocelot (véhicule)
Pour les articles homonymes, voir Ocelot (homonymie).
L' Ocelot est un véhicule blindé de transport de troupes britannique à roues, entré en service en 2011.

## Équipement
Il est construit sur une architecture en V pour augmenter la protection contre les mines et engins explosifs improvisés.